# Circondario di Delitzsch
Il circondario di Delitzsch (in tedesco Landkreis Delitzsch) era un circondario della Sassonia di 121 986 abitanti, che aveva come capoluogo Delitzsch.
Il 1º agosto 2008 è stato unito al circondario di Torgau-Oschatz per formare il nuovo circondario della Sassonia settentrionale.

## Città e comuni
(Abitanti al 30 novembre 2006)
| Città 1. Bad Düben (8.727) 2. Delitzsch (27.509) 3. Eilenburg (17.355) 4. Taucha (14.458) | Comuni 1. Doberschütz (4.448) 2. Jesewitz (3.155) 3. Krostitz (3.991) 4. Laußig (4.449) 5. Löbnitz (2.254) 6. Neukyhna (2.530) 7. Rackwitz (5.329) 8. Schönwölkau (2.709) 9. Wiedemar (2.253) 10. Zschepplin (3.261) 11. Zwochau (1.114) |